# (361) Bononia
(361) Bononia es un asteroide perteneciente al cinturón exterior de asteroides descubierto el 11 de marzo de 1893 por Auguste Honoré Charlois desde el observatorio de Niza, Francia.
Está nombrado por Bolonia, una ciudad italiana.